# Strandwal

Strandwallen in West Nederland rond het jaar 100

Een strandwal is een door de branding opgeworpen, boven het zeeniveau liggende, zandbank. Een strandwal is  langgerekt, enkele meters hoog en ligt evenwijdig aan de kust. 
Oudere strandwallen zijn in Nederland gevormd tijdens het Holoceen, gedurende het Atlanticum. Als gevolg van hogere temperaturen in deze periode steeg de zeespiegel, waardoor de vorming van zandbanken en strandwallen mogelijk was. De ophoging van de zeebodem ging in deze periode sneller dan de stijging van de zeespiegel. Achter deze wallen ontstond een waddengebied, waar oude zeeklei kon bezinken. Het droog geworden zand van de strandwallen werd later door de wind opgeblazen tot kleine duintjes. Door vegetatie werd uiteindelijk duinvorming een feit. Dit zijn nu de oude duinen.
In het natte westen van Nederland boden de hoger gelegen strandwallen gelegenheid tot de eerste transportroutes over land en werden er al snel nederzettingen gesticht.

## Plaatsen ontstaan op strandwallen
In Nederland zijn de volgende plaatsen op strandwallen ontstaan (van noord naar zuid):

### Noord-Holland
- Sint Pancras
- Alkmaar
- Heiloo
- Santpoort
- Spaarnwoude
- Haarlem
- Heemstede
- Bennebroek
- Vogelenzang

### Zuid-Holland
Eerste strandwal
- De Zilk
- Hillegom
- Lisse
- Noordwijkerhout
- Noordwijk
- Sassenheim
- Voorhout
- Oegstgeest
- Wassenaar
- Den Haag

Tweede strandwal
- Voorschoten
- Leidschendam
- Voorburg
- Rijswijk